# Confederación Nacional del Trabajo

Logo der Confederación Nacional del Trabajo

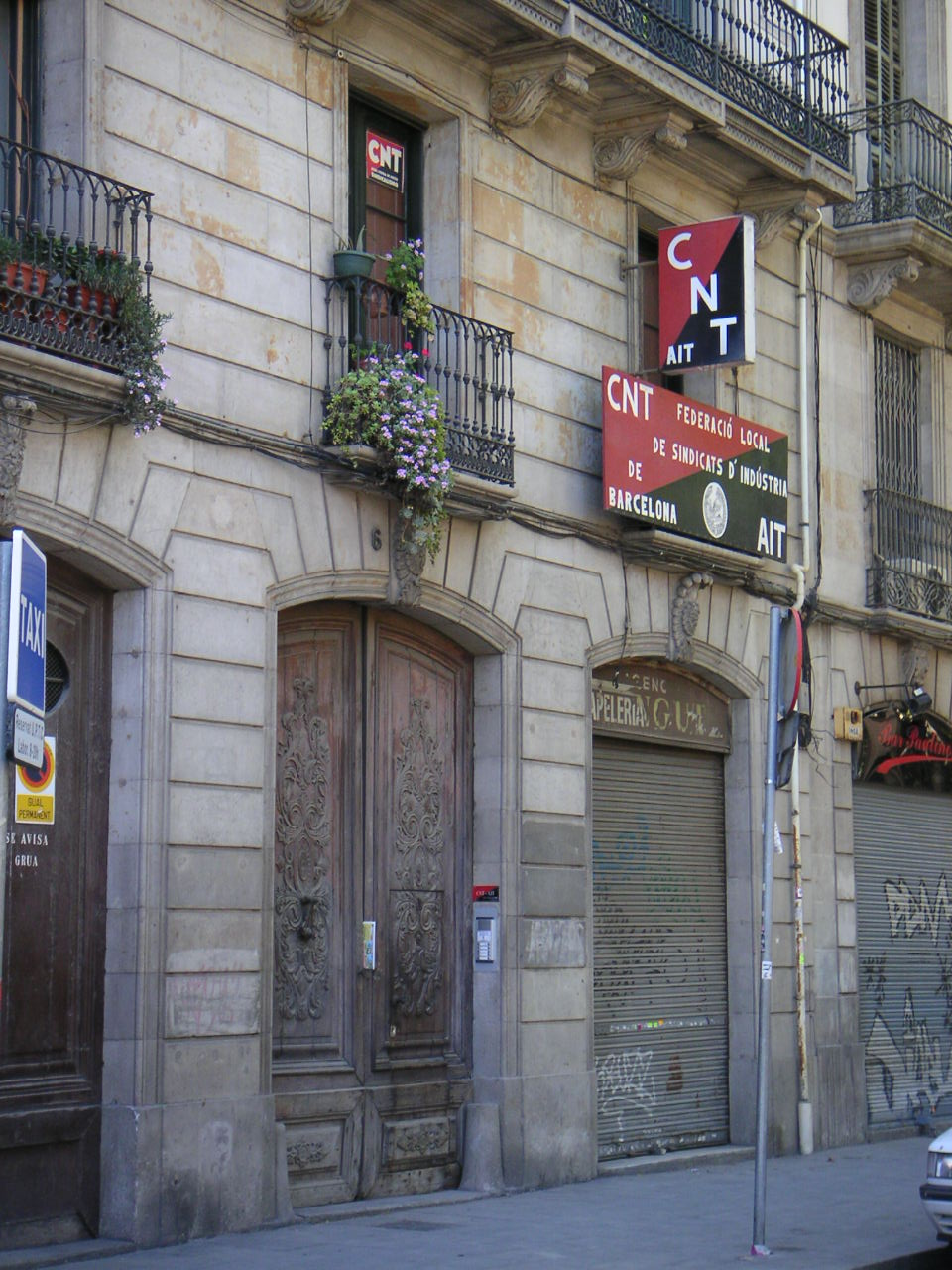
Ein Lokal der CNT in Barcelona

Die Confederación Nacional del Trabajo (CNT) ist eine Konföderation anarchosyndikalistischer Gewerkschaften in Spanien. Sie war mit rund 2 Millionen Mitgliedern eine der wichtigsten Protagonistinnen des Widerstandes gegen den General Francisco Franco im Spanischen Bürgerkrieg. Im Zuge dessen initiierte sie maßgeblich eine libertäre Revolution in den Regionen, in denen sie über eine entsprechende Mitgliederbasis verfügte. Nach dem Sieg Francos 1939 wurde die Organisation zerschlagen. Sie reorganisierte ihren Widerstand gegen den Franquismus im Untergrund und im Exil, letzteres vor allem in Frankreich. Nach dem Tode Francos formierte sie sich ab 1976 erneut, ohne allerdings an die vorherige Bedeutung anknüpfen zu können. 2010 hatte die CNT ca. 10.000 Mitglieder.

## Geschichte

### Anfänge

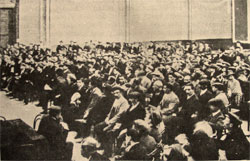
Gründungskongress der CNT 1910.

Die CNT wurde am 1. November 1910 in Barcelona gegründet. Es war der erfolgreiche Versuch, die anarchosyndikalistischen Einzelgewerkschaften auf nationaler Ebene zu föderieren und damit ein Gegengewicht zur sozialistischen Unión General de Trabajadores (UGT) zu bilden. Zu diesem Zeitpunkt hatte sie etwa 30.000 Mitglieder, und ihr Organisationsschwerpunkt lag in Katalonien. Eines der Gründungsmitglieder der CNT war Anselmo Lorenzo. Auf dem ersten Kongress im Jahre 1911 wurde ein Generalstreik ausgerufen, der zum Verbot der CNT bis 1914 führte. Nach der Aufhebung des Verbotes bildete sie eine Aktionseinheit mit der UGT. 1917 riefen beide Gewerkschaften gemeinsam zu einem Generalstreik auf.
Ein Rückgang der Nachfrage mit dem Ende des Ersten Weltkrieges 1918 bewirkte eine Krise in der katalanischen Industrie und eine Verschlechterung der Arbeitsbedingungen, was einen Aufschwung der CNT zur Folge hatte. Die Delegierten des Kongresses, der im Dezember 1919 in Madrid stattfand, vertraten 705.512 Arbeiter, davon alleine 424.578 aus Katalonien, dem industriellen Zentrum Spaniens. Bereits im Frühjahr 1919 mündete ein Streik in einem Energieversorgungsunternehmen in Barcelona, der umgangssprachlich huelga de La Canadiense genannt wurde, in einen Generalstreik, der 70 % der industriellen Produktion in Katalonien zum Erliegen brachte und der Züge einer sozialen Revolution annahm. Im Zuge dieses Konflikts konnte u. a. der Achtstundentag in Spanien durchgesetzt werden. Die Unternehmerverbände reagierten darauf mit der Bildung von Pistolero-Gruppen, die Attentate auf Gewerkschafter und Arbeiter verübten. Zahlreiche Führungspersönlichkeiten der CNT wurden in den folgenden Jahren von Pistoleros ermordet, so zum Beispiel am 10. März 1923 der Generalsekretär der Regionalföderation von Katalonien Salvador Seguí. Die anarchistische Bewegung begegnete dem u. a. mit der Gründung von bewaffneten grupos de afinidad (Affinitätsgruppen) die ihrerseits Mitglieder der politischen Klasse Spaniens ermordeten. Der Zeitraum zwischen 1919 und 1923 wird vor diesem Hintergrund als die bleierenden Jahre bezeichnet.

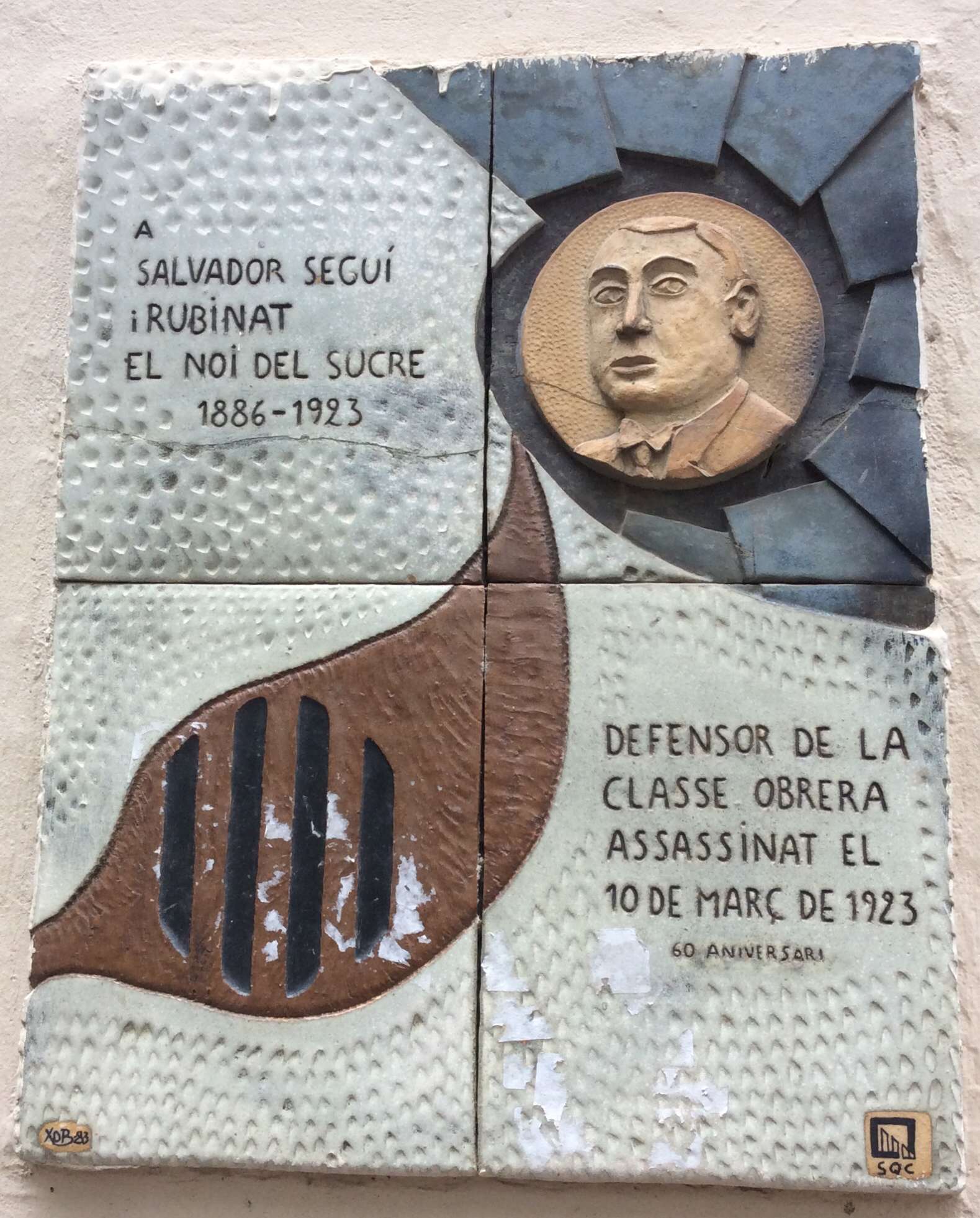
Gedenktafel für den CNT-Sekretär Salvador Seguí am Tatort in El Raval. Inschrift: "Verteidiger der Arbeiterklasse. Ermordet am 10. März 1923."

Auf dem CNT-Kongress 1919 wurde eine provisorische Mitgliedschaft in der Dritten Internationalen befürwortet, denn es gab in der Organisation zu diesem Zeitpunkt große Sympathien für die Oktoberrevolution, die sich in der Bildung einer eigenen Strömung, der "Kommunisten-Syndikalisten" ausdrückte. Zu dieser Strömung zählte u. a. Andreu Nin. Nach dem Besuch des CNT-Delegierten Ángel Pestaña in der Sowjetunion und auf seinen Rat hin, trat die CNT 1922 jedoch wieder aus der Dritten Internationale aus. Die CNT nahm im gleichen Jahr am Gründungskongress der Internationalen Arbeiter-Assoziation (IAA) in Berlin teil.

### Diktatur Primo de Rivera
Die 1923 durch einen Militärputsch an die Macht gelangte Regierung des Generals Miguel Primo de Rivera wählte eine Strategie der Spaltung gegenüber den beiden großen spanischen Gewerkschaftsdachverbänden. Während sie die UGT gemeinsam mit den Unternehmerverbänden in sozialpartnerschaftliche Institutionen (Comités Paritarios) einband, verfolgte sie gegenüber der CNT eine Linie der Repression. Die Mandatsträger des Nationalkomitee wurden mehrfach verhaftet und die landesweite Struktur dadurch in die Illegalität gedrängt. 1924 wurde auch die Lokalföderation der CNT in Barcelona und ihre Zeitung Solidaridad Obrera verboten.
Die anhaltenden Repressionen beeinträchtigten erheblich die Diskussion und demokratische Willensbildung der Basismitglieder über verschiedene Taktiken und ideologische Vorstellungen. In diesem Kontext kam es innerhalb der Organisation zu immer deutlicheren Spannungen zwischen den herausragenden Verfechtern eines gewaltsamen Widerstandes im Untergrund und denen, die dafür plädierten, eine offene gewerkschaftliche Praxis unter den Bedingungen dieser „sanften“ Diktatur zu etablieren. Zwischen diesen syndikalistischen Anarchisten gab es wiederum Uneinigkeit über die Frage, welche Kompromisse man eingehen müsse. So plädierte Ángel Pestaña für eine Teilnahme der CNT an den Wahlen zu den Comités Paritarios, um dadurch eine Legalisierung der gewerkschaftlichen Arbeit zu erreichen. Eine Mehrheitsfraktion um den Generalsekretär des Nationalkomitee Juan Peiró lehnte dies als Abkehr von den apolitischen Prinzipien des spanischen Syndikalismus ab.
1927 schlossen sich grupos de afinidad der reinen Anarchisten zusammen und gründeten die Federación Anarquista Ibérica (FAI). Sie wollten verhindern, dass die CNT sich von den anarchistischen Prinzipien entfernt und auf einen moderateren Kurs einschwenkt. Der Taktik der trabazón (Verbindung) folgend, die u. a. von Diego Abad de Santillán vertreten wurde, organisierte sich die FAI parallel zu den Strukturen der CNT auf allen Ebenen und versuchte deren Politik über Aktionskomitees, die jeweils aus Mitgliedern beider Organisationen bestanden, zu beeinflussen.

### Zweite Spanische Republik

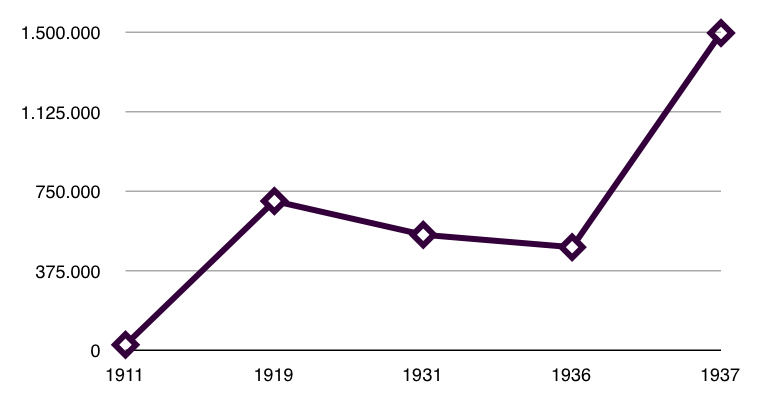
Die Mitgliederzahl der CNT zwischen 1911 und 1937.

Nach dem Sturz der Diktatur positionierte sich die CNT zunächst wohlwollend passiv gegenüber der Zweiten Spanischen Republik. Dies änderte sich, als die neue Mitte-links Regierung versuchte, per Dekret korporativistische Institutionen zu etablieren, wie sie bereits während der Militärdiktatur existierten. Die Zeit von 1931 bis 1933 war geprägt durch zahlreiche Branchenstreiks und einige Generalstreiks. Im Januar 1932 und im Januar und Dezember 1933 kam es in verschiedenen Regionen zu Aufständen, die von der Regierung rasch und mitunter brutal niedergeschlagen wurden, so etwa am 10. Januar 1933 in dem andalusischen Dorf Casas Viejas, wo 22 Dorfbewohner nach einem anarchistischen Aufstandsversuch durch die Guardia de Asalto getötet wurden.
Die CNT erreichte in den frühen 30er Jahren neben Katalonien auch in Aragonien und Andalusien eine herausragende Position innerhalb der Arbeiterbewegung. Innerhalb der Gewerkschaft spitzten sich jedoch die Auseinandersetzungen zwischen den Vertretern eines reinen und denen eines syndikalistischen Anarchismus zu. Nach der Veröffentlichung des Manifests der Dreißig 1931, in dem die syndikalistische Fraktion sowohl die Regierung als auch die aufständische Strategie der reinen Anarchisten kritisierte, eskalierten diese Konflikte. Die der FAI nahe stehende Fraktion setzte sich schließlich durch und es kam zu Ausschlüssen und zu Austritten der sogenannten Treintistas aus der CNT. Diese Oppositionssyndikate gründeten 1934 die Federación Sindicalista Libertaria (FSL).
In den schwarzen Jahren 1934 und 1935, nach dem Wahlsieg der rechtsgerichteten Parteien, änderte die UGT ihre Politik radikal und strebte nun ebenfalls eine soziale Revolution an. In diesem Zusammenhang propagierte sie eine Einheitsfront gegen den Faschismus in Spanien. Das Angebot zur Zusammenarbeit wurde durch die meisten Regionalföderationen der CNT ausgeschlagen, da man sich für stark genug hielt, eine libertäre Revolution ohne die Sozialisten durchzuführen. Nur in Asturien kam es zu einer intensiven Zusammenarbeit, die im Oktober 1934 in der Kommune von Asturien mündete. Der Aufstand wurde schließlich durch das Militär niedergeschlagen, rund 1500 Aufständische starben, 30.000 Personen wurden in ganz Spanien inhaftiert.
Für den Wahlsieg des rechten Bündnisses 1933 wurde allgemein die CNT verantwortlich gemacht, da sie dazu aufgerufen hatte, die Wahlen zu boykottieren. Nachdem die Regierung von Alejandro Lerroux auseinandergefallen war, änderte sie ihre Position in Bezug auf die Wahlen im Februar 1936. Es gelang aber nicht, sich auf eine gemeinsame Linie zu verständigen. Neben den überzeugten Nichtwählern waren andere der Meinung, es sei der individuellen Entscheidung der Mitglieder zu überlassen, ob sie wählen oder nicht, während wiederum andere offen für die Volksfront warben. Die Volksfront versprach bei einem Wahlsieg u. a. eine Amnestie für die politischen Gefangenen. Sie gewann die Wahlen von 1936 schließlich knapp. Die Zeit nach dem Wahlsieg der Volksfront war geprägt durch intensive Kämpfe zwischen linken und rechten Kräften, wobei die unterlegene Rechte offen einen Militärputsch plante.
Auf dem Kongress der CNT, der zwischen dem 1. und 15. Mai 1936 in Saragossa stattfand, beschloss die Organisation ein u. a. von Federica Montseny vorgeschlagenes anarchokommunistisches Rahmenprogramm, in dem den Freien Kommunen die Rolle des politischen Fundaments nach einer libertären Revolution zugesprochen wurde. Auf diesem Kongress wurde gleichzeitig ein u. a. von Diego Abad de Santillán eingebrachter anarchokollektivistischer Alternativvorschlag abgelehnt, der das Fundament der angestrebten libertären Gesellschaft in den Betrieben identifizierte. Die Syndikate der FSL schlossen sich mit diesem Kongress erneut der CNT an. Im Zuge dessen kam es zu einer selbstkritischen Auseinandersetzung mit der insurrektionalistischen Taktik der vorherigen Jahre. Der Kongress beschloss im Ergebnis, die gewerkschaftlichen Kräfte zukünftig vermehrt auf konkrete Forderungen nach einer Verbesserung der Arbeitsbedingungen zu fokussieren. Auf diesem Kongress vertraten die Delegierten 548.693 CNT-Mitglieder. Die stärksten Regionalföderationen waren Andalusien (150.210) und Katalonien (178.085).
Die libertären Bewegung Spaniens bestand im Sommer 1936 aus CNT, FAI, der Frauenorganisation Mujeres Libres und der Jugendorganisation Federación Ibérica de Juventudes Libertarias (FIJL).

### Revolution und Bürgerkrieg

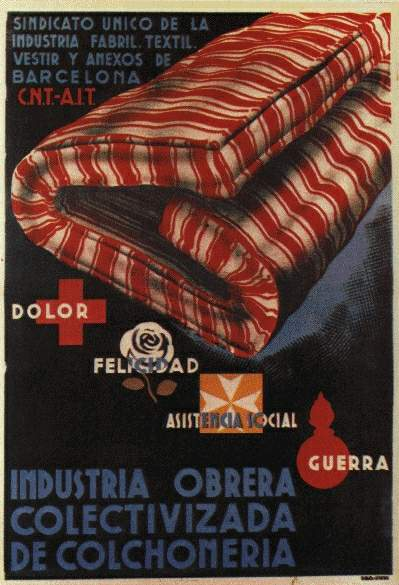
Plakat der kollektivierten Textilindustrie (1937)

Nachdem sich das Militär am 17. Juli 1936 gegen die Republik erhoben hatte, rief die CNT am 18. Juli zu einem landesweiten Generalstreik auf, der in eine soziale Revolution überging. Nach blutigen Auseinandersetzungen wurden die aufständischen Militärs am 19. Juli in Barcelona durch organisierte Arbeitergruppen und republiktreuen Einheiten der Guardia de Asalto und der Guardia Civil besiegt. Am folgenden Tag endeten die Kämpfe in Madrid mit dem gleichen Ergebnis. Der Militärputsch war ebenso wenig in Valencia erfolgreich. In anderen Landesteilen obsiegte jedoch das Militär. Die Strukturen der CNT und anderer antifaschistischer Organisationen wurden in diesen Regionen unmittelbar zerschlagen, die aktiven Mitglieder der antifaschistischen Organisationen zu Tausenden hingerichtet.
Bereits 1934 nach dem gescheiterten Aufstandsversuch in Asturien wurden in jedem Stadtviertel und in jedem Dorf, in denen CNT und FAI präsent waren, clandestine Verteidigungskomitees (Comité de Defensa) gegründet, deren Aufgabe darin bestand, die soziale Revolution in ihrem Bereich minutiös vorzubereiten. Bei der Niederschlagung des Militärputsches spielten sie eine wichtige Rolle. Aus diesen Strukturen heraus bildeten sich mit dem Beginn des Krieges die Milizen der CNT-FAI. Gemeinsam mit den Milizen anderer antifaschistischer Organisationen kämpften sie an der Front gegen die aufständischen Militärs. Die bekannteste Miliz war die Kolonne Durruti.
Im Gegensatz zu den republikanischen und kommunistischen Kräften, die zuerst den Krieg gewinnen wollten, vertraten die Mitglieder der CNT die Losung, dass der Krieg und die Revolution untrennbar miteinander verbunden seien. In Regionen, in denen die CNT eine starke Mitgliederbasis hatte, wurde die Kollektive Selbstverwaltung der Industrie und der Landwirtschaft vorangetrieben. Ob und wie sich die Fabrikbelegschaften und (Klein-)Bauern an den Kollektivierungen beteiligten, wurde in der Regel ihnen überlassen. In der Konsequenz wurden verschiedene libertäre und sozialistische Kollektivierungskonzepte in den einzelnen Kommunen umgesetzt. Überregional wurden Agrar- und Industrieföderationen gegründet, die die Kollektivierungen koordinierten und u. a. Ausgleichskassen (Cajas de Compensación) verwalteten, aus denen weniger rentable Kollektive Unterstützung erhielten. Komitees, in denen Vertreter der antifaschistischen Organisationen saßen, übernahmen die Koordination der politischen Prozesse in den Dörfern und Städten. In den kollektivierten Gegenden wurde Arbeit und Konsum nach dem Motto geregelt: „Jeder nach seinen Möglichkeiten, jedem nach seinen Bedürfnissen.“
Die CNT hatte während des Bürgerkrieges zwischen 1,5 und 2 Millionen Mitglieder. In Katalonien, seinerzeit die Hochburg des revolutionären Syndikalismus in Spanien, wurde ihr im Juli 1936 die Regierungsübernahme durch den Präsidenten Lluís Companys angeboten. Sie lehnte zunächst ab, stellte jedoch ab November des gleichen Jahres vier Minister in der Zentralregierung unter Regierungschef Largo Caballero (Juan Peiró, Federica Montseny, Juan García Oliver, Juan López Sánchez) und beteiligte sich auch an der Generalitat de Catalunya (u. a. Diego Abad de Santillán). Der Eintritt in die Regierung war ein Bruch mit den apolitischen Prinzipien der CNT, wurde aber als notwendig angesehen, da es im Kontext des Bürgerkrieges nicht in ausreichendem Maße gelang, wirkungsmächtige basisdemokratische Strukturen zu etablieren, die den Zentralstaat ersetzen konnten. Unterstützt und politisch beeinflusst durch die Sowjetunion gewannen die staatlichen Strukturen wieder zunehmend an Einfluss. Die Regierung Caballeros ging vermehrt auf Konfrontationskurs zur CNT, was seinen Höhepunkt in den Maiereignissen fand. Nach der Machtübernahme von Juan Negrín wurde die spanische Revolution beendet. Trotz ihrer stetig wachsenden Mitgliederbasis verloren CNT und FAI im Laufe des Bürgerkrieges kontinuierlich an politischer Handlungsmacht.

### Franquismus
Nach dem Sieg des Franquismus 1939 wurde die CNT verboten und ihr gesamter Besitz konfisziert. Viele ihrer Mitglieder gingen nach Frankreich ins Exil. Im selben Jahr konstituierte sich in Paris die Exil-CNT und der Movimiento Libertario Español (MLE), dem außerdem die Exil-FAI und die Exil-FIJL angehörten. Der MLE musste während der Besetzung Nord-Frankreichs im Zweiten Weltkrieg verdeckt agieren, konnte aber ab 1945 wieder offen auftreten. Im Inland wurde zwischen 1939 und 1951 jeder Versuch eines Neuaufbaus der Organisation in der Illegalität vereitelt. Jedes Nationalkomitee, das sich in diesem Zeitraum konstituierte, wurde verhaftet. Anfang der 50er Jahre war die CNT in Spanien kaum noch existent.
Aus dem Umfeld des MLE heraus bildeten sich in den 1940er Jahren verschiedene Guerillagruppen. Sie beteiligten sich an der Résistance und schließlich an der Befreiung Frankreichs. Ab der Endphase des Zweiten Weltkrieges bereitete sich der MLE auf eine Invasion Spaniens vor. Zu diesem Zeitpunkt bestand die Hoffnung, die Alliierten würden auch das Regime in Spanien beseitigen. Guerilleros wie Josep Lluís Facerías und Francesc Sabaté überfielen Banken und Fabriken und ermordeten Repräsentanten der franquistischen Institutionen. Ende der 40er Jahre wurden die meisten libertären Guerillagruppen in Spanien zerschlagen und die Westmächte arrangierten sich im Kontext des beginnenden Kalten Krieges mit dem Franco-Regime. Das MLE beendete daraufhin den bewaffneten Kampf.

### Transición

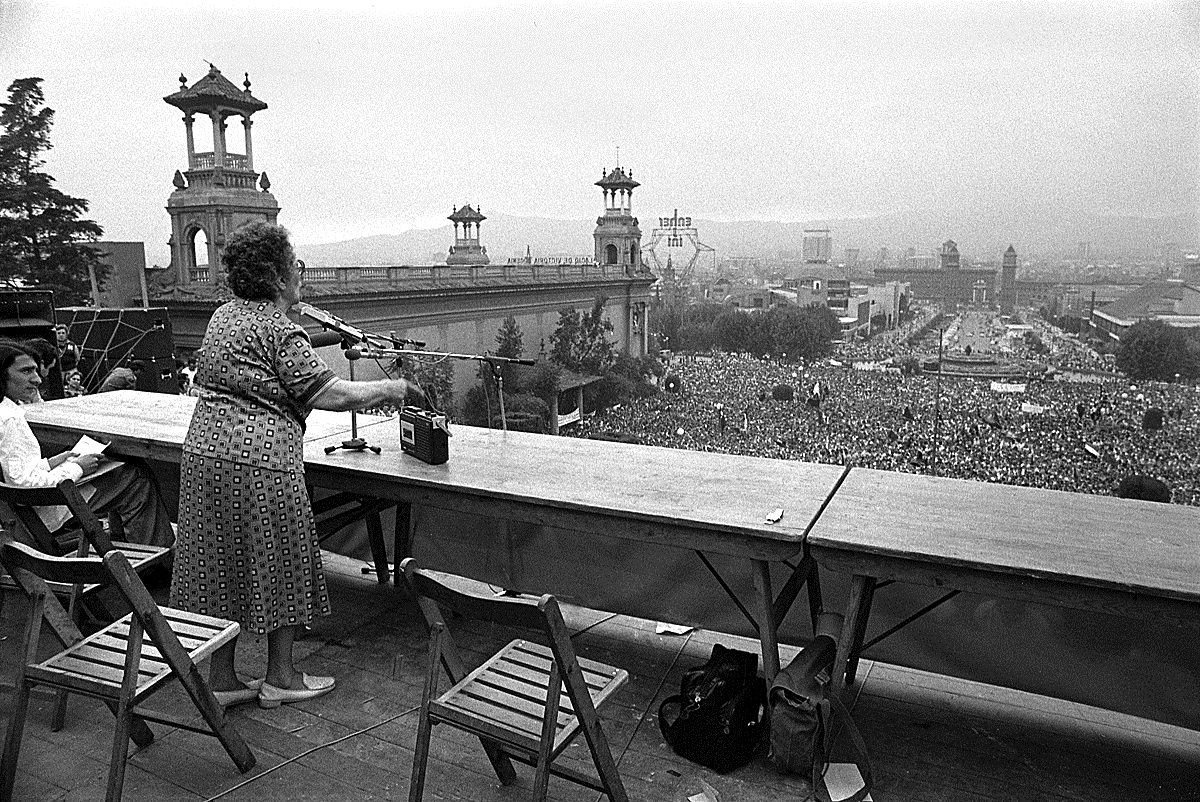
Federica Montseny spricht am 2. Juli 1977 auf einer Kundgebung der CNT in Barcelona

Mit dem Tod des Diktators Franco im November 1975 begann die Transición, die Übergangsphase vom Franquismus hin zu einer parlamentarischen Monarchie. Am 29. Februar 1976 fand die erste CNT-Versammlung in Barcelona statt. Sie markierte den Beginn der Rekonstruktion der Organisation in ganz Spanien, zu der u. a. Luis Andrés Edo einen wichtigen Beitrag leistete. Im Laufe der Jahre 1976 und 1977 organisierte die CNT Massenkundgebungen in verschiedenen Städten. Alleine am 2. Juli 1977 beteiligten sich über 200.000 Menschen an einer Kundgebung am Montjuic in Barcelona. Zwischen 1976 und 1979 war die CNT insbesondere in Katalonien in der Lage, betriebsübergreifende Streiks zu organisieren. Sie war in diesem Zeitraum zudem die einflussreichste Organisation der radikalen Opposition gegen den durch die politische Klasse angestrebten bruchlosen Übergang von der Militärdiktatur zur parlamentarischen Monarchie. Als solche stellte sie sich unter anderem gegen den Pakt von Moncloa.
Nach den Jahrzehnten der Diktatur, in denen sich die libertäre Bewegung in Spanien nicht frei betätigen konnte, trat nun keine einheitliche Bewegung an die Öffentlichkeit. Vielmehr bildeten sich verschiedene, zueinander widersprüchliche Strömungen innerhalb der CNT. Die Einflüsse der Neuen Sozialen Bewegungen nach 1968 standen einem traditionellen libertären Denken gegenüber, das vor allem von der älteren Generation im Exil all die Jahre gepflegt worden war. Der sich neu konstituierenden Bewegung fehlte die Erfahrung, mit diesen Widersprüchen konstruktiv umzugehen. 1978 kam es zu einem juristischen Prozess gegen Mitglieder der CNT, dem sogenannten Caso Scala. Ihnen wurde vorgeworfen einen Brandanschlag auf den Festsaal Scala in Barcelona verübt zu haben. Bei dem Brand kamen vier Arbeiter ums Leben, von denen zwei Mitglieder der CNT waren. Erst 1981 wurde bekannt, dass ein Agent Provocateur der Polizei für die Tat verantwortlich war.
Der erste post-franquistische Kongress der CNT im Dezember 1979 in Madrid stand bereits deutlich im Zeichen des Niedergangs zwischen inneren Spannungen und öffentlicher Diskreditierung. Die Delegierten sprachen für 30.288 Mitglieder. Die stärkste Region war nach wie vor Katalonien (16.795), gefolgt von der Provinz Valencia (3.614). Noch im September 1977 hatten 116.900 Mitglieder der Konföderation angehört. Generell war ein starker Prozess der Entpolitisierung innerhalb der spanischen Gesellschaft zu verzeichnen. Die internen Konflikte kulminierten auf dem Kongress an der Frage, ob sich die CNT an den Wahlen zu den neu installierten Betriebskomitees beteiligen und die damit verbundenen staatlichen Subventionen in Anspruch nehmen sollte. Der Kongress sprach sich dagegen aus, was die unterlegene Fraktion zum Anlass nahm, eine eigene Organisation zu gründen. Diese hieß bis 1989 ebenfalls CNT (Kongress von Valencia), bis ein Gericht entschied, dass nur die ursprüngliche CNT einen Anspruch auf den Namen, die Entschädigungszahlungen für die Enteignungen von 1939 und das historische Archiv der Gewerkschaft erheben kann, welches sich im Internationalen Institut für Sozialgeschichte in Amsterdam befindet. Daraufhin änderte die Abspaltung ihren Namen in Confederación General del Trabajo (CGT).

### Heute

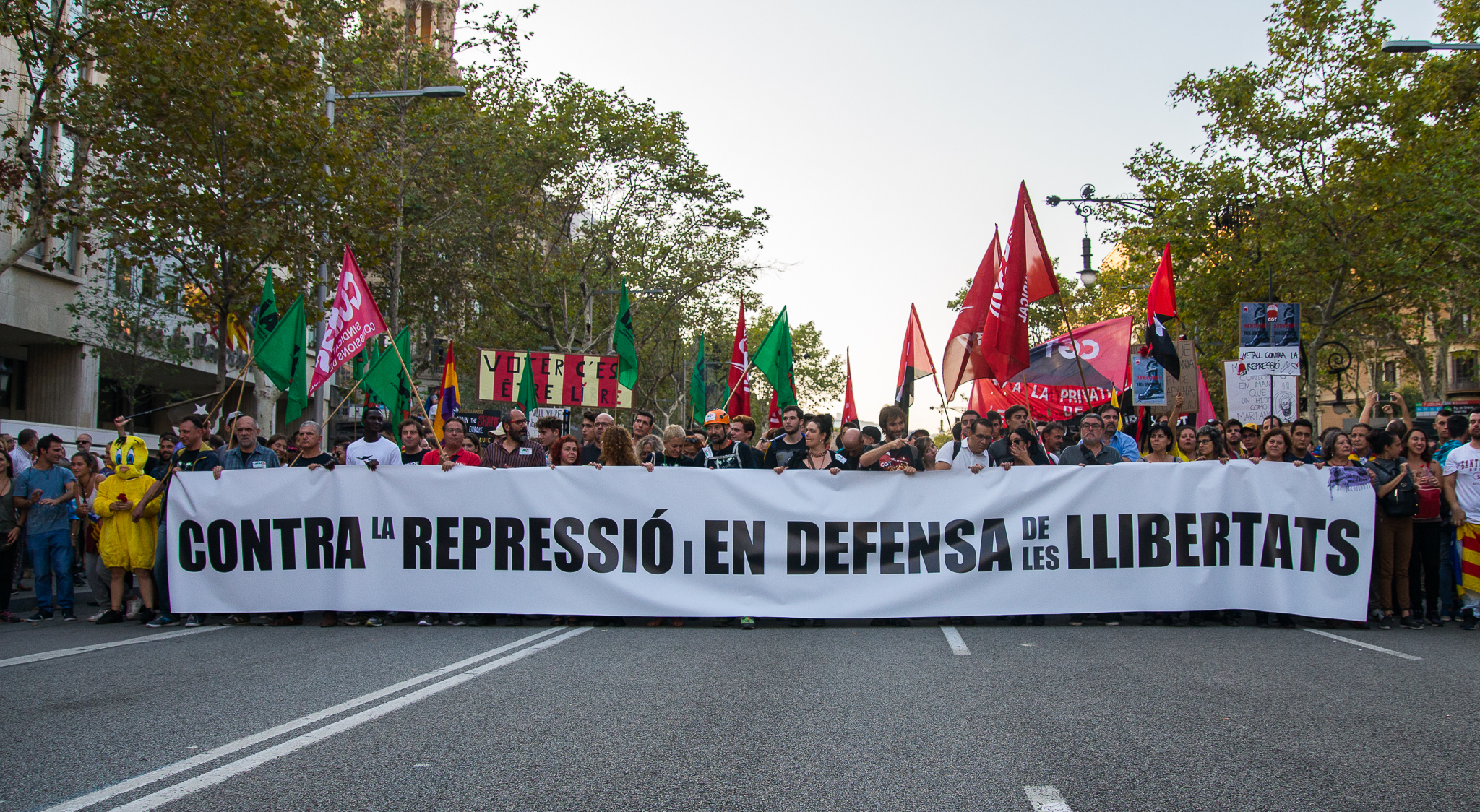
Demonstration am 3. Oktober 2017 in Barcelona

Zum 3. Oktober 2017 rief die Regionalföderation Katalonien und Balearen der CNT gemeinsam mit der CGT und verschiedenen katalanistischen Basisgewerkschaften zu einem eintägigen Generalstreik auf. Das Gewerkschaftsbündnis mobilisierte gegen die Einschränkung von Grundrechten durch die spanische Zentralregierung, zu der es im Zuge des Unabhängigkeitsreferendums am 1. Oktober gekommen war. Außerdem stellten sich die aufrufenden Gewerkschaften gegen die zunehmende Verschlechterung der Arbeitsbedingungen während der vorherigen Jahre, für die sie insbesondere die Arbeitsmarktreformen der Jahre 2010 und 2012 verantwortlich machten. Der Generalstreik brachte den Logistiksektor, insbesondere die katalanischen Häfen und den öffentlichen Nahverkehr, den öffentlichen Dienst, die Landwirtschaft, den Handel, sowie das Bildungs- und das Gesundheitswesen weitestgehend zum Stillstand. Im produzierenden Sektor wurde der Streikaufruf in einem deutlich geringeren Ausmaß befolgt.

## Ausrichtung

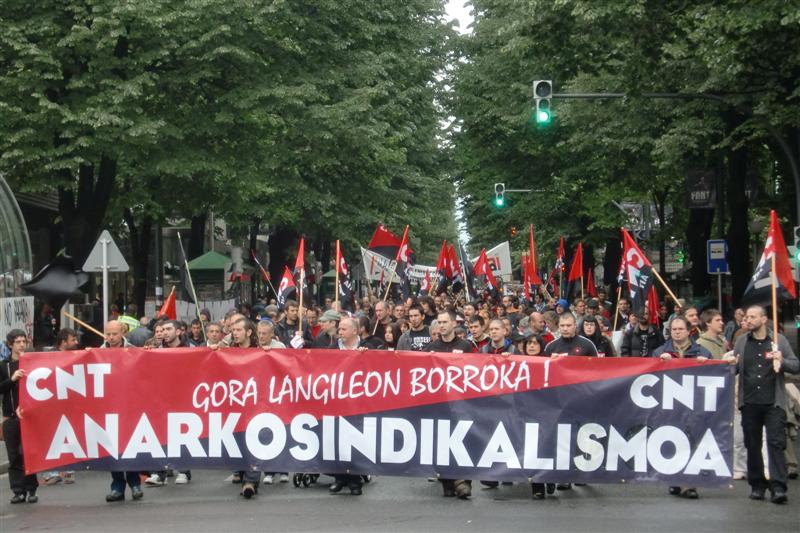
Demonstration am 1. Mai 2010 in Bilbao

Das Alleinstellungsmerkmal der CNT gegenüber anderen spanischen Gewerkschaften ist ihr Boykott der Wahlen zu den Betriebskomitees sowie die damit zusammenhängende Verweigerung der Annahme staatlicher Subventionen und der Freistellung von Funktionsträgern. Sie finanziert sich nach eigenen Angaben ausschließlich aus den Beiträgen ihrer Mitglieder und fokussiert sich auf gewerkschaftliche Basisaktivitäten in Betriebsgruppen. Die CNT fördert die Gründung und Vernetzung von selbstverwalteten Betrieben. Vor diesem Hintergrund bezeichnet sie sich als die einzige von der politischen Klasse unabhängige Gewerkschaft in Spanien.

## Organisation
Die Stiftung Fundación Anselmo Lorenzo (FAL) steht der CNT nahe. Die landesweite Zeitung CNT der Gewerkschaft erscheint dreimonatlich. Außerdem gibt sie jährlich die Theoriezeitschrift Estudios heraus. Die Zeitung der katalanischen CNT ist die Soli oder Solidaridad Obrera. 
Im Dezember 2016 wurde die CNT gemeinsam mit der Freie Arbeiterinnen- und Arbeiter-Union (FAU) und der Unione Sindacale Italiana (USI) aus der IAA ausgeschlossen, nachdem sich diese drei Mitgliedssektionen für eine „Neuformierung des Anarchosyndikalismus auf internationaler Ebene“ ausgesprochen hatten. Im Mai 2018 war sie mit sechs anderen Gewerkschaften Gründungsmitglied der Internationalen Konföderation der Arbeiter*innen (IKA).
In Frankreich existiert eine gleichnamige anarchosyndikalistische Gewerkschaft, die Confédération nationale du travail.

## Film
- Un Pueblo en Armas – Volk in Waffen von John Pallejá und Louis Frank. 48 Minuten, Produktion: S.I.E. (Sindicato de la Industria del Espectáculo de Barcelona), Spanien 1937.
- Durruti – Biographie einer Legende von Hans Magnus Enzensberger. 92 Minuten, Produktion: Westdeutscher Rundfunk, Deutschland 1972.
- Vivir la Utopia. El anarquismo en Espana – Die Utopie leben! von Juan Gamero. TVE, Spanien 1997.
- Durruti in der spanischen Revolution von Paco Rios und Abel Paz. 55 Minuten, Produktion: Fundación Anselmo Lorenzo, Madrid 1998.
- Kein Gott, kein Herr! Eine kleine Geschichte der Anarchie, Teil II von Tancrède Ramonet und Patrick Barberis. 72 Minuten, Produktion: Temps noir ARTE Edition, Frankreich 2013.
- Economia col·lectiva - Europas letzte Revolution von Eulàlia Comas. 66 Minuten, Spanien 2014.
- Memoria Viva – Lebendige Erinnerung von Antonio J. Garcia de Quirós Rodríguez. 120 Minuten, Produktion: Guerillart und CNT, Spanien 2014.
- Attentate auf Franco – Widerstand gegen einen Diktator von Daniel Guthmann und Joachim Palutzki. 44 Minuten, Produktion: Zweites Deutsches Fernsehen, Deutschland 2016.